# 福岡県道226号山内吉富線
福岡県道226号山内吉富線（ふくおかけんどう226ごう やまうちよしとみせん）は、福岡県豊前市から築上郡吉富町に至る一般県道である。

## 概要
豊前市大字山内から築上郡吉富町大字広津に至る。

### 路線データ
- 起点：福岡県豊前市大字山内（豊前市山内交差点、福岡県道32号犀川豊前線交点）
- 終点：福岡県築上郡吉富町大字広津（直江東交差点、大分県道・福岡県道108号中津吉富線終点、大分県道・福岡県道113号中津豊前線交点）

## 路線状況

### 重複区間
- 福岡県道229号松尾安雲線（築上郡上毛町大字緒方 - 築上郡上毛町大字安雲・上毛町安雲交差点）

### 道路施設

#### 橋梁
- 緒方橋（佐井川、築上郡上毛町）

## 地理

### 通過する自治体
- 豊前市
- 築上郡上毛町
- 築上郡吉富町

### 交差する道路
| 交差する道路                                                        | 市町村名 | 市町村名 | 交差する場所 | 交差する場所            |
| ------------------------------------------------------------------- | -------- | -------- | ------------ | ----------------------- |
| 福岡県道32号犀川豊前線                                              | 豊前市   | 豊前市   | 大字山内     | 豊前市山内交差点 / 起点 |
| 京築広域農道 / 京築アグリライン                                     | 豊前市   | 豊前市   | 大字鬼木     |                         |
| 福岡県道227号鬼木三毛門線                                           | 豊前市   | 豊前市   | 大字鬼木     |                         |
| 福岡県道229号松尾安雲線 重複区間起点                                | 築上郡   | 上毛町   | 大字緒方     |                         |
| 福岡県道225号野地塔田線 福岡県道229号松尾安雲線 重複区間終点        | 築上郡   | 上毛町   | 大字安雲     | 上毛町安雲交差点        |
| 国道10号                                                            | 築上郡   | 上毛町   | 大字八ツ並   | 上毛町大池橋交差点      |
| 福岡県道103号新吉富豊前線                                           | 築上郡   | 上毛町   | 大字吉岡     | 上毛町吉岡交差点        |
| 大分県道・福岡県道108号中津吉富線 大分県道・福岡県道113号中津豊前線 | 築上郡   | 吉富町   | 大字広津     | 直江東交差点 / 終点     |

### 沿線
- 上毛町立西吉富小学校